# 近藤加那子
近藤 加那子（こんどう かなこ、1979年6月26日 - ）は、最高位戦日本プロ麻雀協会に所属していた元女性プロ雀士。夫はプロ雀士の醍醐大。

## 獲得タイトル
- 第11期女流名人戦 優勝
- レディースカップ 2007 優勝
- 第31期麻雀王座決定戦 優秀新人賞

## 出演
- モンド21麻雀プロリーグ（MONDO21）
- 美女と麻雀（フジテレビNEXT）